# جائزة الولايات المتحدة الكبرى للدراجات النارية 2011
جائزة الولايات المتحدة الكبرى للدراجات النارية 2011 هو سباق دراجات نارية أقيم بتاريخ 24 يوليو 2011 في حلبة لاغونا سيكا. كان الجولة العاشرة من أصل 18 في سباق الجائزة الكبرى للدراجات النارية موسم 2011. فاز الأسترالي كيسي ستونر بفئة الموتو جي بي بينما جاء الإسباني خورخي لورنزو في المركز الثاني وحصل على المركز الثالث الإسباني داني بيدروسا.

## وصلات خارجية
- الموقع الرسمي